# Morelos, Zaragoza
Morelos är en ort i Mexiko.   Den ligger i kommunen Zaragoza och delstaten Puebla, i den sydöstra delen av landet, 170 km öster om huvudstaden Mexico City. Morelos ligger 2 336 meter över havet och antalet invånare är 1 409.
Terrängen runt Morelos är kuperad. Runt Morelos är det ganska tätbefolkat, med 129 invånare per kvadratkilometer. Närmaste större samhälle är Zaragoza, 3,0 km nordost om Morelos. I omgivningarna runt Morelos växer huvudsakligen savannskog.